# Наукова бібліотека Інституту клітинної біології та генетичної інженерії НАН України
Наукова бібліотека Інституту клітинної біології та генетичної інженерії НАН України — одна з найбільших за обсягом фондів книгозбірня України, потужний науково-інформаційний центр у галузі біотехнології рослин.

## Історія Бібліотеки
На наступний рік після створення Інституту, тобто у 1991 році було відкрито його наукову бібліотеку. Першим її завідувачем тоді стала С.С. Повалова, а сьогодні славну традицію продовжує провідний бібліотекар Лідія Григорівна Коваленко. Вже у 1991 році було розпочато комплектування книг та періодичних  видань.
До фондів бібліотеки було передано біля 200 цінних книг зарубіжних видавництв, та значна частина зарубіжних і вітчизняних журналів даної тематики дбайливо зібраних академіком Національної академії наук України, Почесним директором Юрієм Юрьевичем Глебою.
Протягом 1991-2000 років Юрій Юрійович Глеба безкоштовно поповнював фонди бібліотеки, надсилаючи цілий ряд цінних зарубіжних періодичних видань та дискети Current Contents: Life  Sciences; Current Contents: Agriculture, Biology & Environmental  Sciences, якими користувались науковці багатьох біологічних установ міста Києва та всієї України.
За ці роки у бібліотеці було сформовано фонд сучасних та цінних наукових праць по біотехнології, генетичній інженерії, радіобіології тощо.
У бібліотеці зберігаються подарункові колекції зібрань книг академіка Національної академії наук України Сергія Михайловича Гершензона, доктора біологічних наук Вікторії Павлівни Банникової, член-кореспондента НАН України Євгенії Борисівни Патон.
Відбувається постійне поповнення книжкового фонду завдяки дарам авторів, книгообміну, плановим закупівлям друкованих видань видавництв «Наукова  думка», «Академперіодика» та інших. Проходить впровадження комплексної системи автоматизації бібліотеки ІРБІС.

## Бібліотечний фонд
Бібліотечний фонд постійно поповнюється. На початок 2018 року він налічував понад 11123 творів друку у тому числі іноземних — 4015. Зібрання складається з:
- книг — 1586 примірники, з яких 350 іноземних;
- дисертацій — 146, авторефератів — 1542, у тому числі 4 іноземні, а разом — 1688 примірники;
- періодичних та продовжуваних видань — 7270 примірників, з них іноземних — 3392;
- документів на мікроносіях (CD, DVD) — 274 примірники;
- обмінний фонд складає 305 примірників.

На базі картотеки упорядниками створено електронний каталог бібліотечного фонду, який регулярно оновлюється. Наразі для швидкого пошуку доступні наступні розділи:
- Книжкове зібрання бібліотеки представлено у  електронному каталозі з можливістю пошуку;
- Журнали англійською мовою, видані у різні роки, описано у наступному електронному каталозі з пошуком;
- Вітчизняні та російські періодичні видання доступні для пошуку у цьому електронному каталозі;
  - Розлого бібліографічні дані та повні тексти статей (PDF) журналу "Цитология и генетика" >>>;
- Дисертації кандитатські та докторські каталогізовано ось тут;
- Автореферати кандидатських і докторських дисертацій можна пошукати у цьому електронному каталозі;
  - Повний текст авторефератів у форматі PDF представлено у вільному доступі;
- Праці співробітників Інституту окремими списками по роках.

Електронний каталог наукової бібліотеки також представлений на сайті Національної бібліотеки України імені В. І. Вернадського в рамках корпоративного проекту «Наука України: доступ до знань». В ньому відображаються нові книжкові надходження та періодичні видання >>>

## Тематика фонду
- клітинна біологія, біотехнологія;
- генна та генетична інженерія, трансформація рослин;
- молекулярна біологія, генетика;
- фізіологія рослин і цитологія;
- радіобіологія, біофізика рослин та інше.

## Контакти
Наукова бібліотека Інституту клітинної біології та генетичної інженерії НАН України

03143, м. Київ, вул. Академіка Заболотного, 148